# Muzeum J. A. Komenského v Naardenu
Muzeum J. A. Komenského v Naardenu, oficiálním názvem Comenius Museum, se nalézá v severovýchodní části města v místě, kde je pochován Jan Amos Komenský, který posledních 14 let svého života prožil v Nizozemí.
Komenský byl pochován v kapli valonského kostela v Naardenu, na hrob se ale zapomnělo poté, co byl kostel počátkem 19. století zrušen. V roce 1929 byly jeho ostatky znovu objeveny a za spolupráce nizozemského a československého státu byla kaple upravena jako mauzoleum, jehož interiér vybavili čeští umělci v roce 1937.
Muzeum vzniklo v roce 1992.
Od 24. května 2006 je zde umístěna stálá expozice Vivat Comenius s podtitulem Posel vzdělanosti, lidskosti a tolerance. Klade si za cíl ukázat Komenského z netradičního úhlu a podnítit zájem o jeho rozsáhlé dílo a nadčasové myšlenky. Stěžejní část expozice představuje osm panelů v kruhu umístěných, z nichž každý se vztahuje k určitému životnímu období Komenského. Tento kruh uzavírá obrazová projekce, doplňující obsah panelů.

Názvy panelů a příslušná období: Syn tolerance (1592–1614), Naděje (1614–1620), Truchlivý (1620–1628), Nový domov (1628–1641), Cesta světla (1641–1642), Ztracené naděje (1642–1648), Hrozny zklamání (1648–1656), Anděl míru (1656–1670).
Muzeum každoročně pořádá několik výstav.
Muzeum má vlastní knihovnu s původními výtisky knih Komenského a literatury o něm.
Muzeum J. A. Komenského v Naardenu spolupracuje s Muzeem Jana Amose Komenského v Uherském Brodě. Obě muzea uzavřela smlouvu o spolupráci v oboru komeniologie dne 1. prosince 2004. Města Naarden a Uherský Brod jsou partnerskými městy.

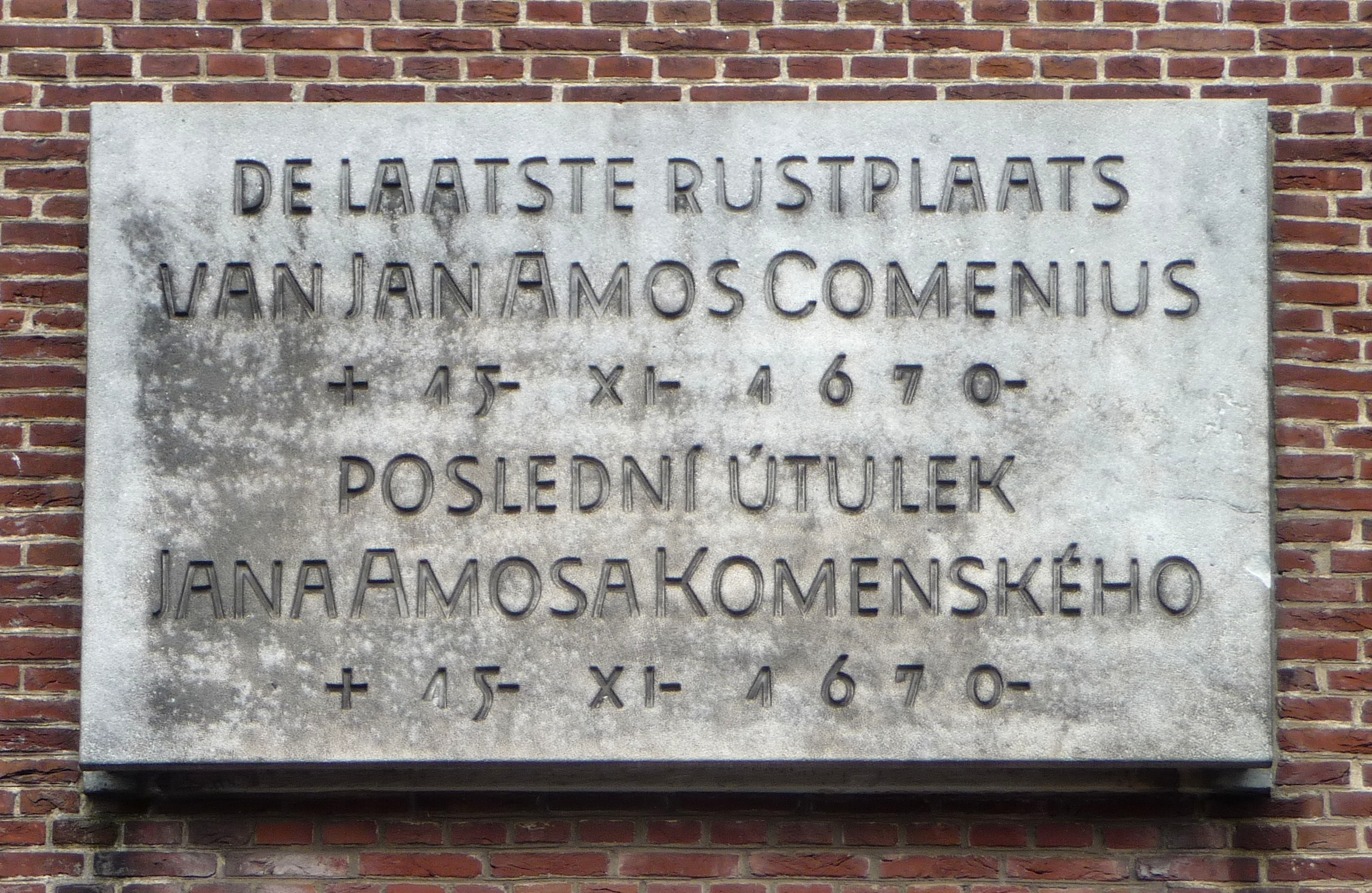
Pamětní deska na stěně muzea

Pamětní deska na stěně muzea v Naardenu:

de laatste rustplaats 
 van Jan Amos Comenius

† 15. XI. 1670.

poslední útulek 
 Jana Amosa Komenského

† 15. XI. 1670.